# 早稻田大学大学院法务研究科
早稻田大学 大学院法务研究科（日语: わせだだいがく だいがくいんほうむけんきゅうか、英語: Waseda Law School）是早稻田大学设置的法科大学院，有时简称为早稻田法务研（わせだ ほうむけん）或者わせロー。因为培养律师的成果丰硕，与东京大学、京都大学、一桥大学、慶應義塾大学、中央大学、神戸大学一起，组成了日本头部法学院7校的团体“法科大学院恳谈会”（LL7）。

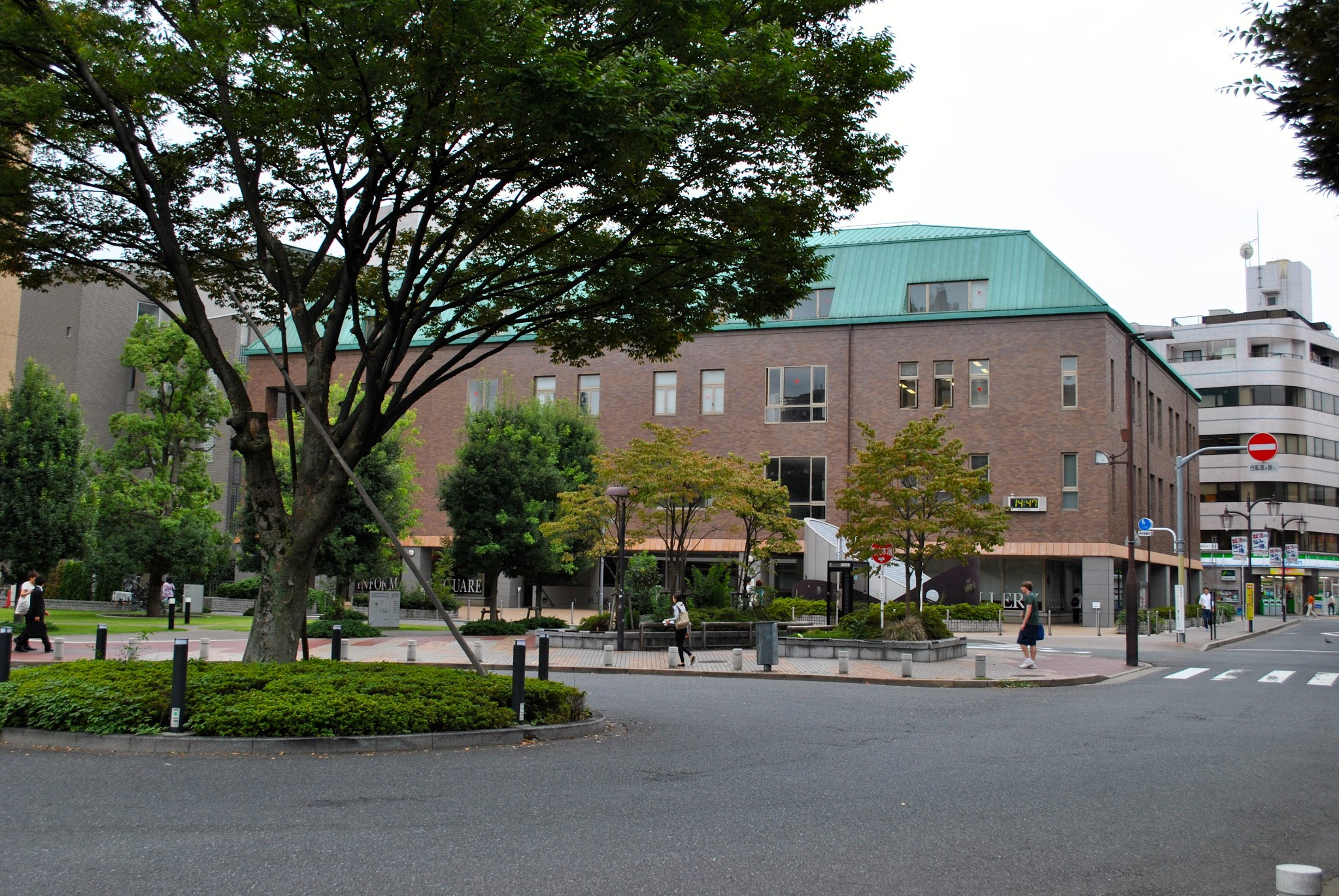

## 基礎信息
- 設置年度：2004年
- 研究科長：松村和徳
- 学位：法务博士（英文：Juris Doctor）
- 入学时间：每年4月入学
- 学位取得所需时间：3年。在有些情况下可以免除第一年的学习，以两年时间取得学位。[3]

## 脚注
1. ↑  「LL7とは」 （页面存档备份，存于）先導的法科大学院懇談会
2. ↑  「2019 KEIO UNIVERSITY LAW SCHOO」 （页面存档备份，存于）L - 慶應義塾大学 法科大学院
3. ↑  .   [2019年4月18日]. （原始内容存档于2020年5月17日）.

## 关联項目
- 早稻田大学
- 法科大学院